# Fenixpalatset
För andra betydelser, se Fenix (olika betydelser).

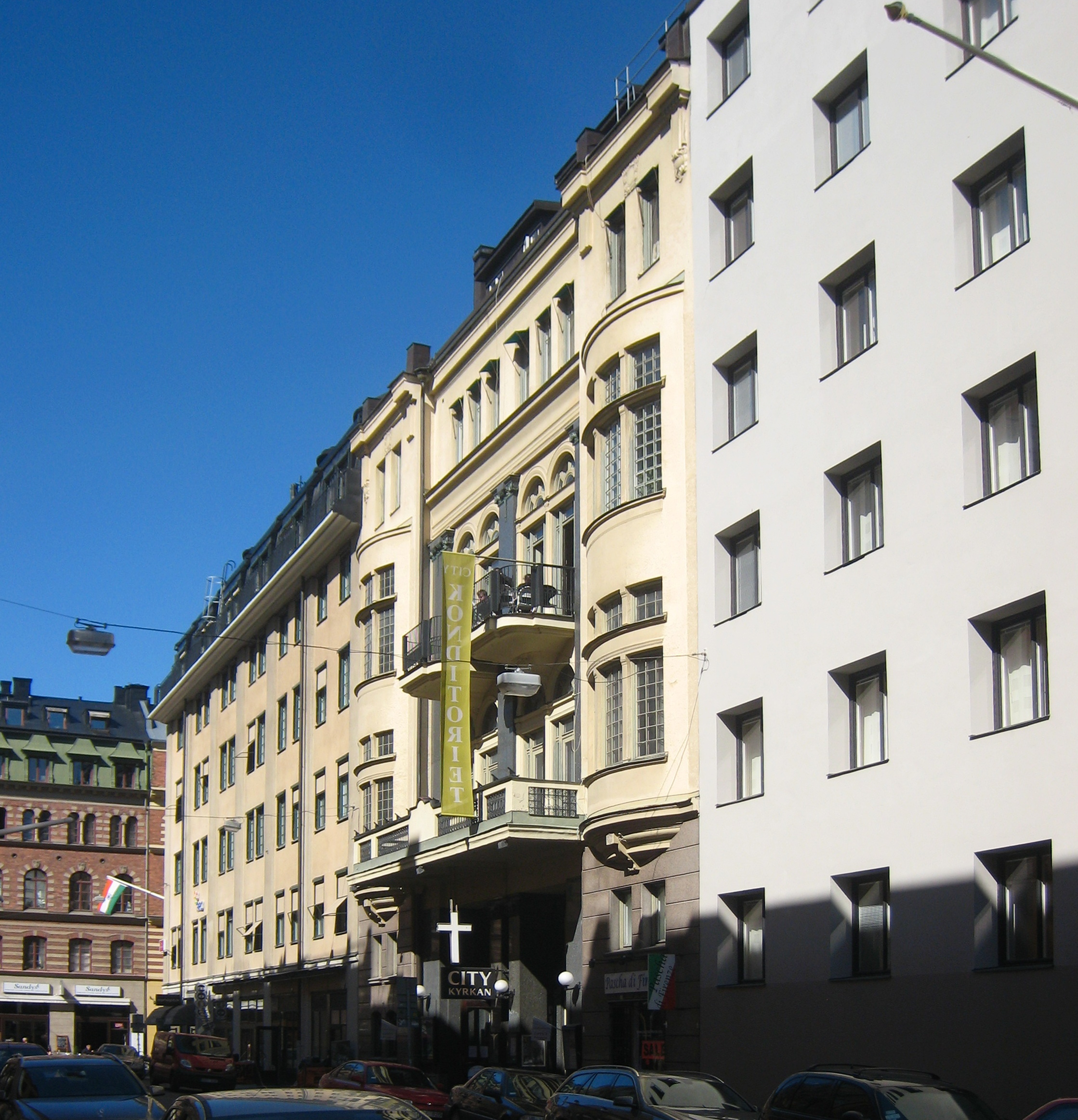
Det forna Fenixpalatset som Citykyrkan 2010.

Fenixpalatset (även skrivet Fenix-Palatset) var en restaurang och ett nöjesetablissemang i Stockholm, beläget på Adolf Fredriks kyrkogata 10, vilket under första halvan av 1900-talet hade en ledande ställning i stadens musik-, dans- och nöjesliv. Det har senare även burit namnen Kaos och Fenix-Kronprinsen. 1940 köpte pingstförsamlingen Östermalms fria församling byggnaden och gjorde om den till en kyrka under namnet Citykyrkan.

## Lokalerna

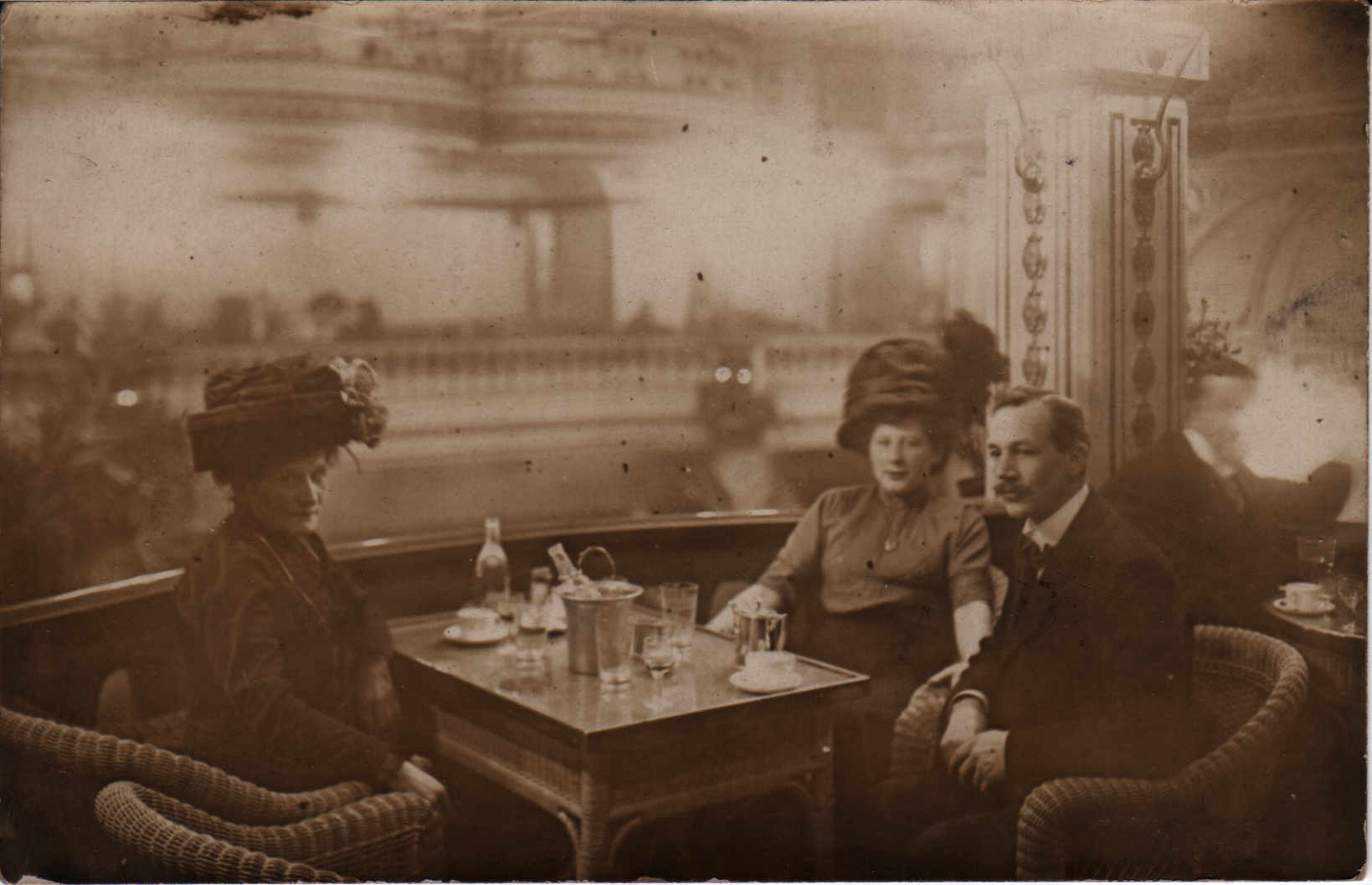
Interiör från Fenixpalatset ungefär vid tiden för dess öppnande 1912.

Fenixpalatset invigdes den 17 januari 1912, men hämtade sitt namn från det äldre Hotel Phoenix, vilket från 1840-talet och fram till 1911 legat på en närbelägen tomt och haft en känd festvåning. Byggherrar var affärsmannen Carl Smitt och fabrikören Rolf Wessman; arkitekt var Hjalmar Westerlund. I planeringsstadiet hade byggnaden fokus på att vara ett sportpalats, med bland annat rullskridskobana, bowlinghall och biljardsalong. När rullskridskoåkningen snabbt föll ur modet så ansökte byggherraran om att få ändra banan till en musiksalong. Det ändrade inriktningen med mot ett nöjespalats med exklusiva restauranger och caféer, även om både bowlingen och biljarden fanns kvar. Arkitekten skapade en påkostad anläggning där det i bottenvåningen fanns dels en imponerande entréhall med marmorkolonner, dels en konsertsal med plats för 600 personer samt tillhörande bar och ölstuga på läktaren. En våning upp låg ett kafé och den "franska matsalen", och ytterligare en trappa upp en festvåning. Bland övriga mindre lokaler i byggnaden märktes en "bakficka" och en ostronbar, allt mycket exklusivt inrett.

## Rolfs Fenixcabaret

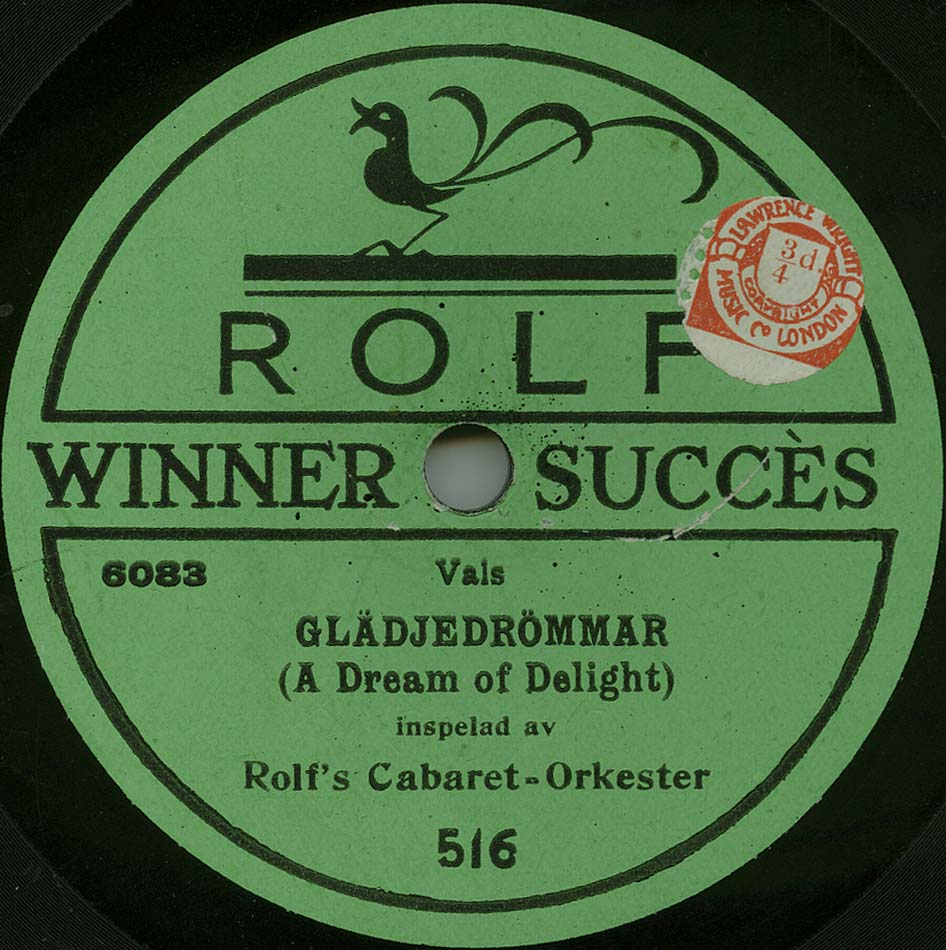
Etikett till Ernst Rolfs eget kortlivade skivmärke Rolf Winner Succès med den fågel Fenix-logotyp som Rolf även använde sig av som varumärke för sin Fenixkabaré.

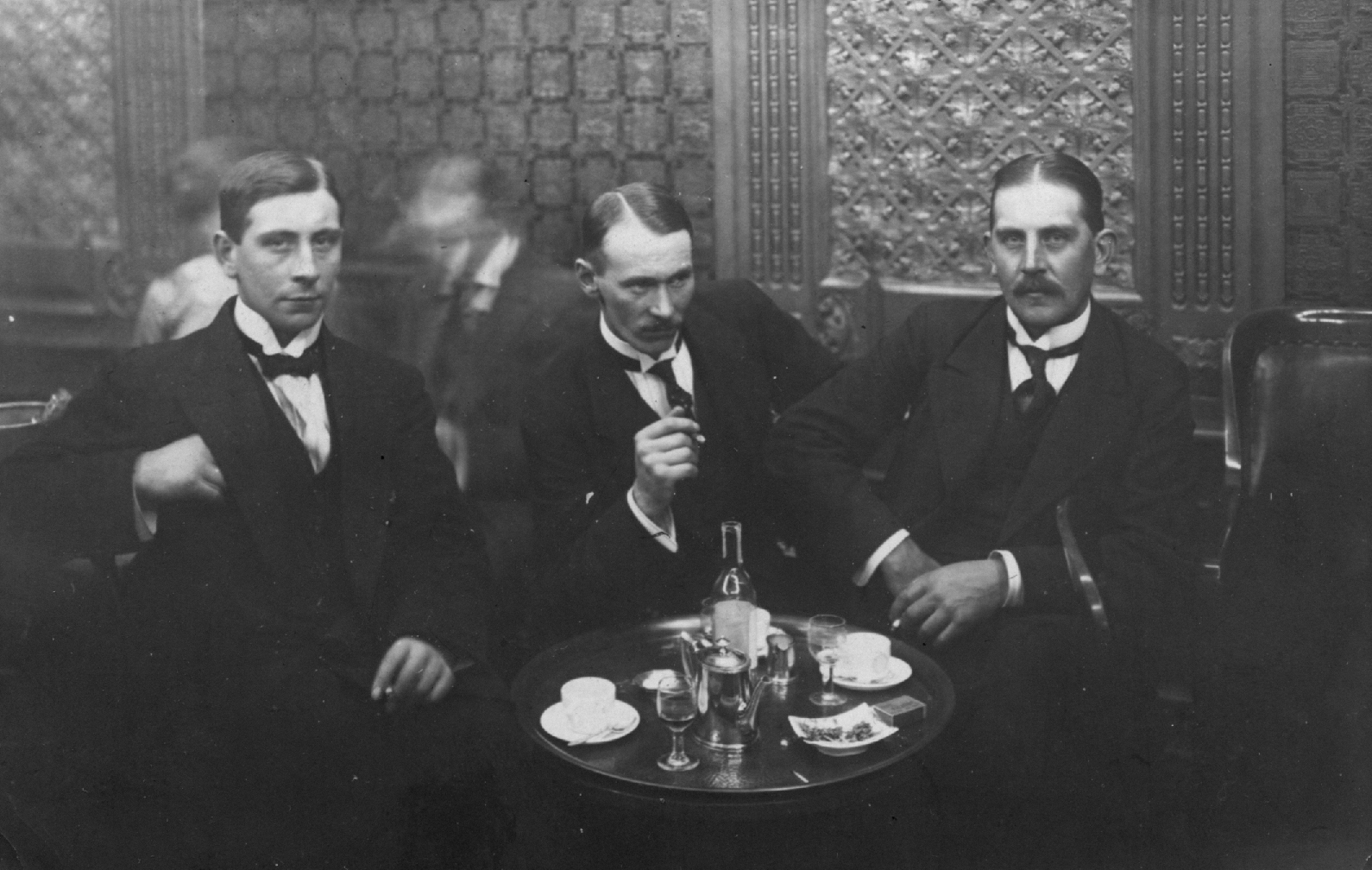
Tre cafégäster på Fenixpalatset, troligen omkring decennieskiftet 1920. Bilden är ett så kallat "snabbfotografi" i vykortsformat, vilket erbjöds palatsets gäster som souvenir.

Den förste källarmästaren på Fenix var Fredrik Svanberg, vilken dock avled redan 1914. Rörelsen övertogs då av Hilda Welander, vilken var den som under första världskriget skulle utveckla Fenix till "medelpunkten [...] i det stockholmska nöjeslivet" (Bengt Nyquist). Bland annat såg Welander 1917 till att engagera Ernst Rolf för att, efter kontinentalt mönster, spela kabaré på Fenix, vilket denne gjorde inför fulla hus fram till hösten 1919. För detta ändamål dekorerades konsertsalen om av Einar Nerman, vilken också skapade den stiliserade fågel Fenix som utgjorde cabaretens varumärke. Exempel på artister som lanserades i Rolfcabareten under dessa år är sångerskorna Anna Widforss och Ella Dyberg, skådespelaren Valdemar Dalquist, dansparet Thilde och Carl Brisson samt skalden Daniel Fallström. Kapellmästare var ursprungligen dansken Steen-Jensen, i sinom tid efterträdd av Nalle Halldén.
Sedan Rolf lämnat Fenix övertogs cabaretrörelsen under återstoden av 1919 av Karl Gerhard. Vid denna tid hade dock det vid årsskiftet 1919 inträdda förbudet mot servering av "rusdrycker" i eller i anslutning till lokaler med scenframträdanden kraftigt sänkt cabaretverksamhetens lönsamhet.

## Fenix som musikrestaurang
År 1920 sålde Hilda Welander Fenixpalatset till ett konsortium med SARA som huvudintressent. Efter viss restaurering och ombyggnad återinvigdes lokalerna på nyåret 1921, nu som "musikrestaurang" med en 30 mans orkester under ledning av Edvard Åkerberg, vilken 1924 efterträddes av den österrikiske violinisten Eduard Hladisch. Dessa orkestrar spelade dock enbart för lyssnande matgäster, men från 1922 lanserades även "offentlig dans" på Fenix två kvällar i veckan. Gästspel av utländska vokalister och instrumentalister förekom också.
År 1927 fann SARA dock inte verksamheten tillräckligt lönande längre och lät Fenixpalatset gå i likvidation påföljande år. Fram till 1930 stod lokalerna i huvudsak oanvända.

## Fenix blir dansrestaurangen Kaos
Fenixpalatset fick en nystart 1930 då krögaren Sten Hellberg (som bland annat drivit Brända tomten och Bäckahästen) övertog lokalerna, renoverade dem, och återöppnade dem under namnet Kaos. Till skillnad från föregångaren erbjöd Kaos dans till levande orkester varje kväll. Så fortsatte det också sedan Hellberg 1931 efterträtts som ägare av Paul Meier, tidigare ägare till Oxtorgskällaren.
Bland de orkesterledare som spelade på Kaos under 1930-talets första hälft märktes Macce Berg, Frank Vernon och Håkan von Eichwald, vars "Kaosorkester" har betecknats som "Sveriges första egentliga permanenta storband". Musiken fick ytterligare fäste i lokalerna då skivbolaget Odeon anlade en inspelningsstudio i en del av den tidigare festvåningen.

## Kaos blir Fenix-Kronprinsen

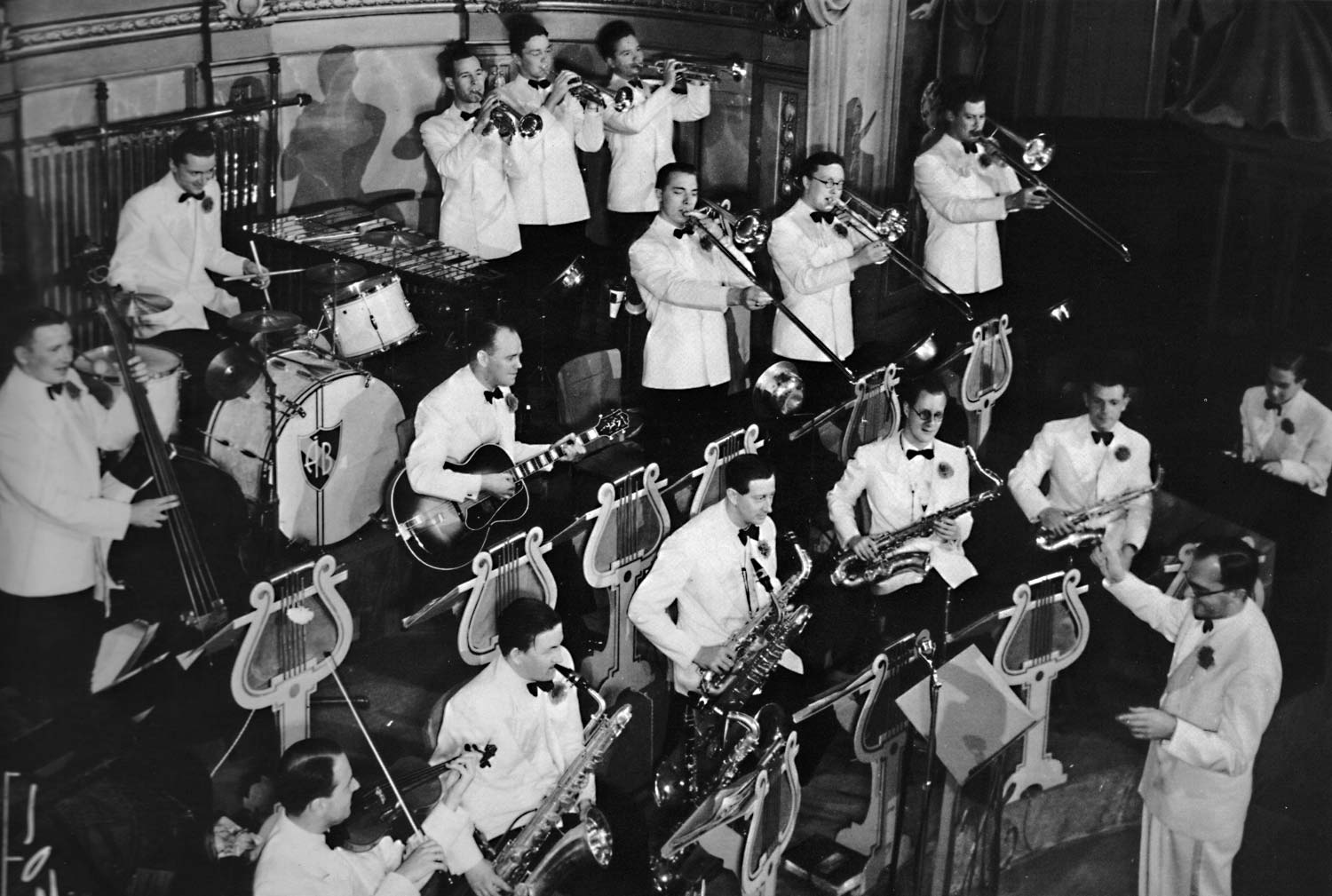
Åren 1937-1939 återvände Håkan von Eichwald temporärt till sitt gamla etablissemang Kaos, nu Fenix-Kronprinsen. Fotot av orkestern är från 1938.

Omkring 1934 fick Paul Meier möjlighet att överta spriträttigheterna efter restaurang Kronprinsen på Drottninggatan 29 och överförde dessa till sitt eget etablissemang, som tidigare saknat sådant tillstånd, vilket i samband med detta bytte namn till Fenix-Kronprinsen. Sprittillståndet innebar i gengäld att man inte längre tilläts ha dans varje kväll, något som Meier delvis kringgick genom att vissa kvällar formellt hyra ut lokalen till olika föreningar, vilka då ordnade dans som privata tillställningar.
Ungefär samtidigt med namnbytet övertogs ledarskapet över von Eichwalds orkester av pianisten Arne Hülphers, vilken kom att leda den fram till andra världskriget. Hülphers orkester innehöll några av dåtidens främsta svenska jazzmusiker såsom Charles Redland, Gösta "Smyget" Redlig, Gösta Törner, Zilas Görling, Tony Mason och Thore Jederby, men kunde också spela konsert- och underhållningsmusik.
Jederby har i en intervju lämnat följande skildring från sin tid som musiker på etablissemanget vid denna tid:
Kaos/Fenix var för svenska förhållanden en stor och påkostad lokal. Man kunde höra och se orkestern från tre olika våningsplan. Bottenplanet hade ett jättelikt dansgolv och massor med bord där man kunde äta gott. En trappa upp fanns en läktare med plats för en väldig massa folk, och ett dansgolv. Där satt också alla lätta flickor som hade gått ut för att få ihop till maten dan därpå. Sen var det ännu en trappa upp, den fina avdelningen. Där fanns en lyxkrog, kallad franska matsalen, och i balkonger, nischer, kunde man sitta några få, äta och se orkestern nere på estraden. Det gick väl in uppåt tusen personer när det var riktigt smockat.
Publiken på Fenix-Kronprinsen fick ibland även uppleva framträdande utländska gästspel. Ett sådant exempel är gästsolisten Coleman Hawkins under dennes Stockholmsbesök i april 1935 med stöd av Hülphers orkester.

## Nöjesetablissemanget blir frikyrka
Med andra världskrigets utbrott fick Fenix-Kronprinsen ekonomiska problem. Musiker och annan personal inkallades till det militära och livsmedel ransonerades bland annat. Paul Meier tvangs att sälja lokalerna men kunde inte hitta någon köpare som var intresserad av att driva etablissemanget vidare som dansrestaurang. Köpare blev i stället den 1936 bildade "Östermalms fria församling" inom pingströrelsen, vilken 1940 övertog  lokalerna och alltjämt äger och nyttjar dem under namnet Citykyrkan. Många detaljer ur den tidigare inredningen - inklusive dörrhandtag i entrén utformade som bokstäverna "FP" - finns dock kvar från nöjes- och danslokalsepoken.
Mellan cirka 1940 och 1973 hyrde hushållsskolan Margaretaskolan Fenixpalatsets restaurang och festvåning.

## Bilder
Fenixpalatset bevarar fortfarande många detaljer invändigt från byggtiden. Bland annat trapphus, entréhallen på bottenvåningen och de rikt utsmyckade rummen på tredje våningen som mellan 1990 och 2019 användes som konditori.

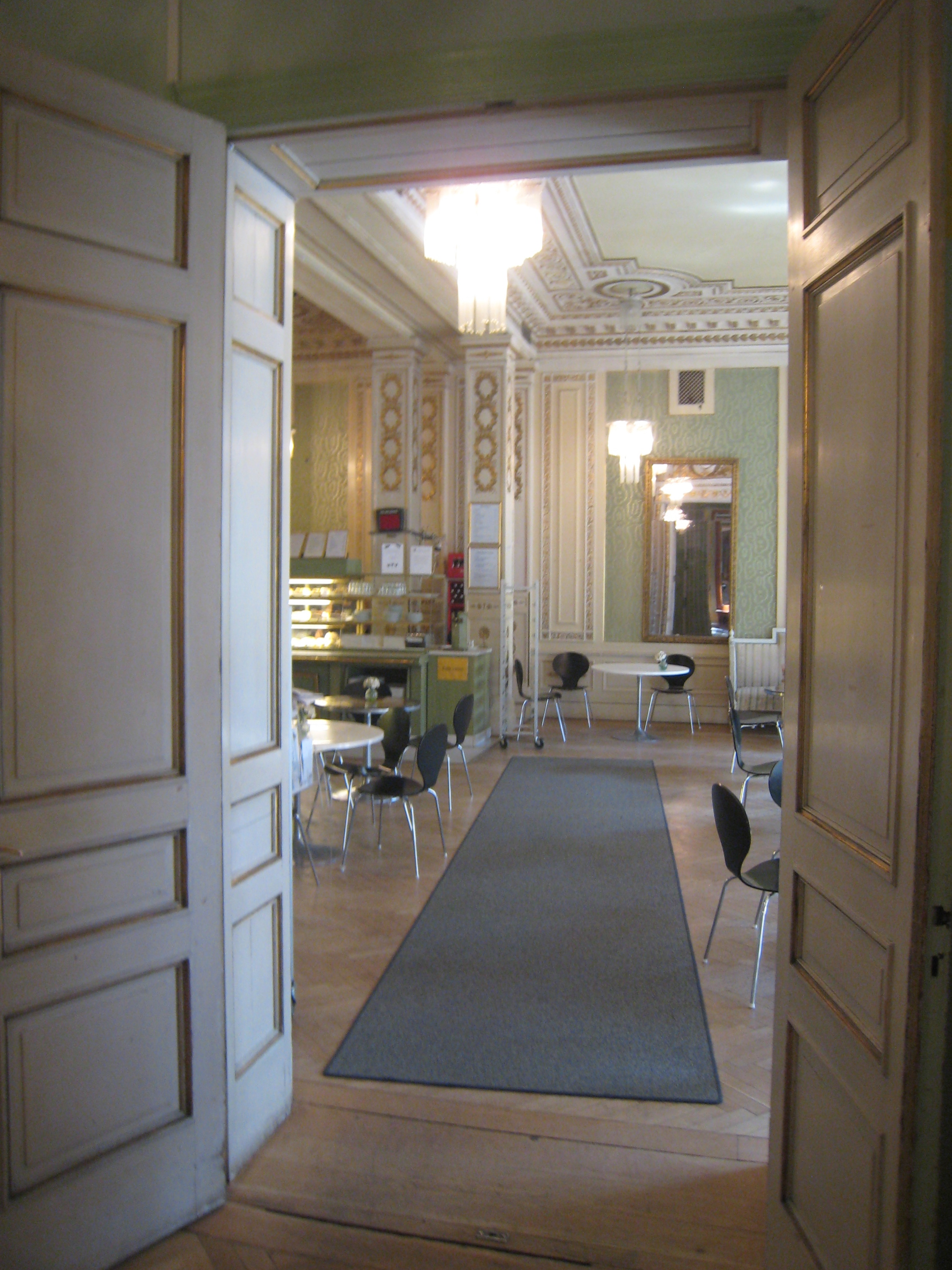
Konditoriet på tredje våningen.
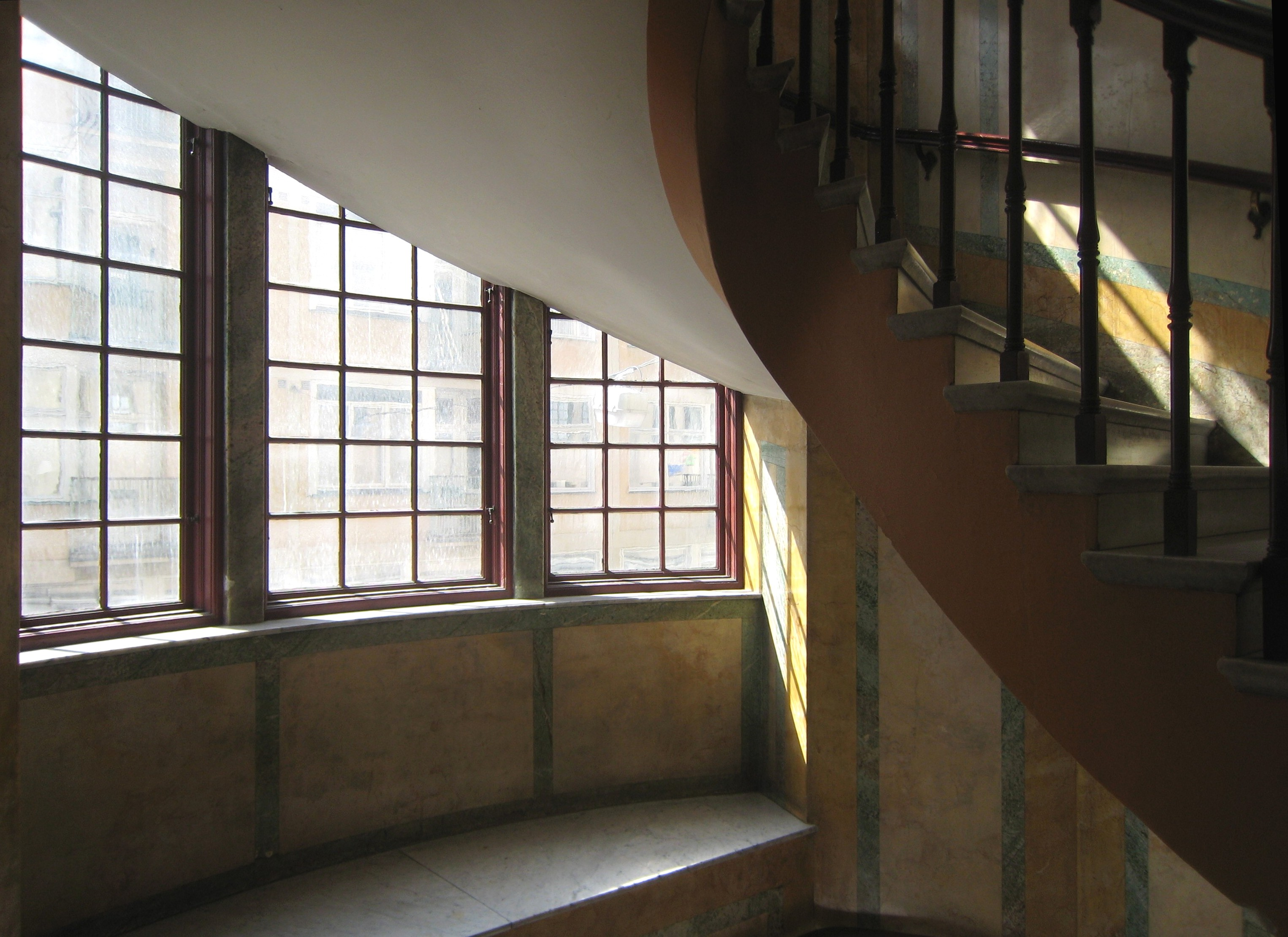
Trapphuset.
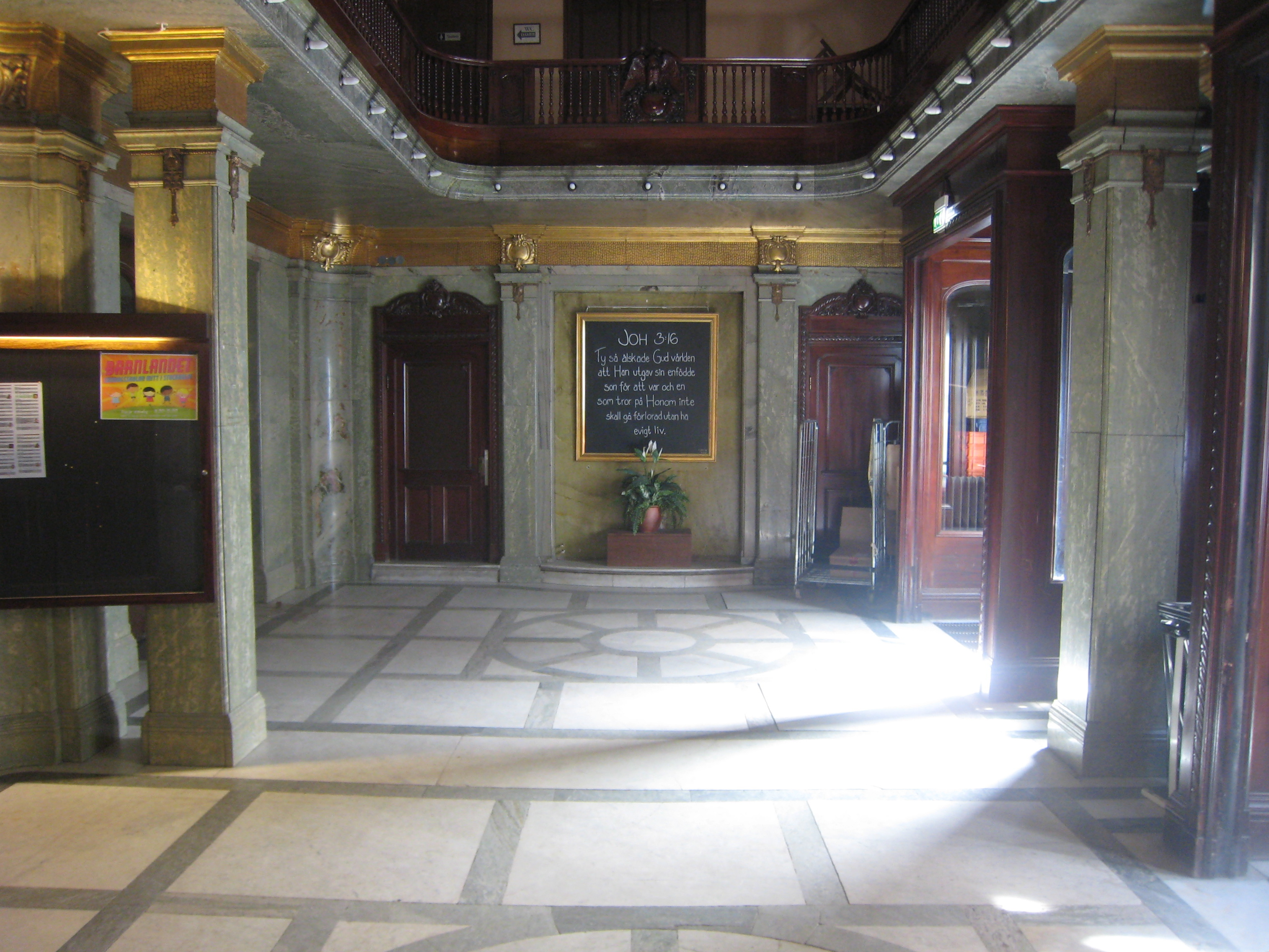
Entréhallen.
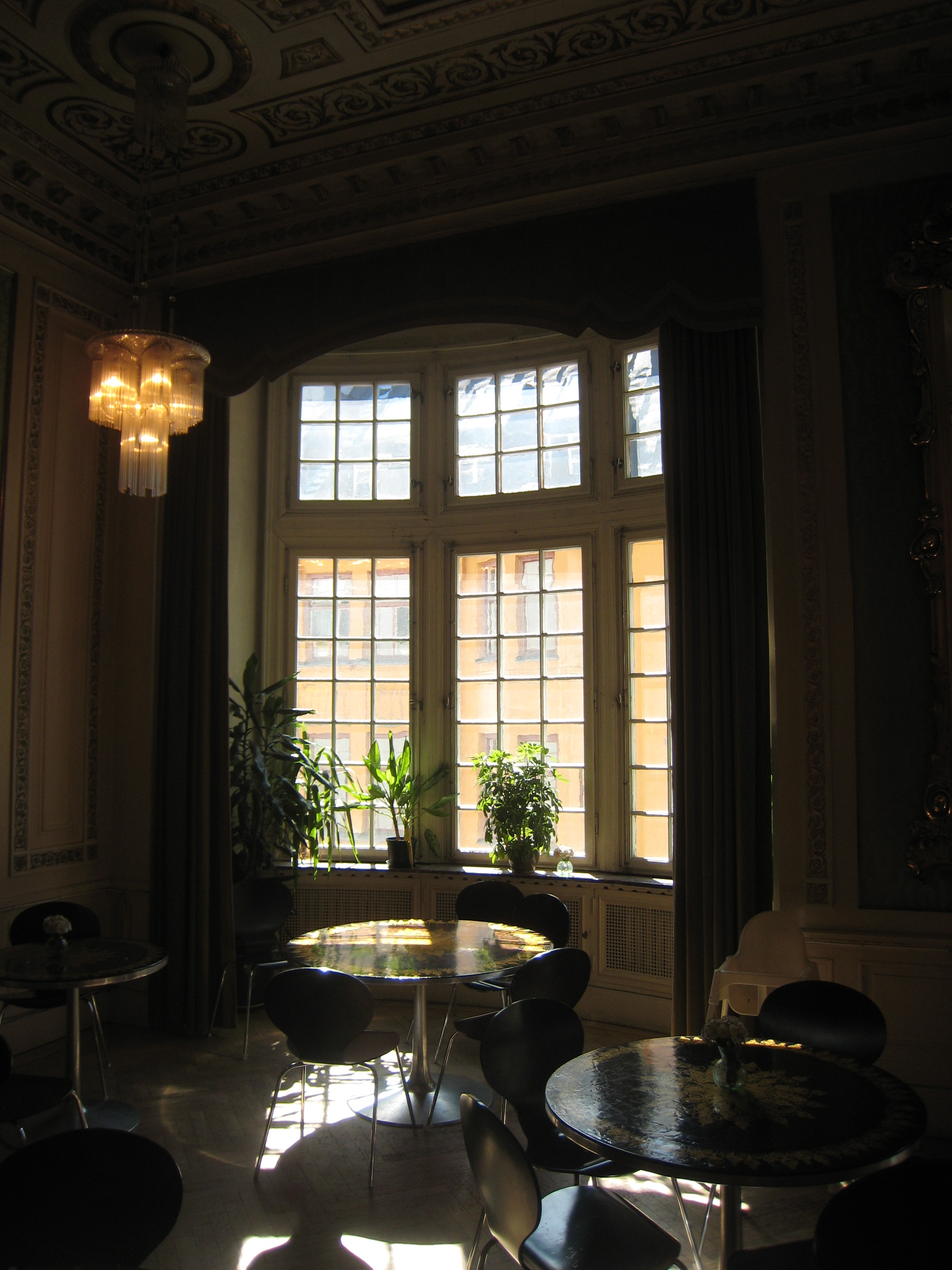
Burspråk på tredje våningen.